# Xenorhynchia peeli
Xenorhynchia peeli là một loài ruồi trong họ Tachinidae.